# Ceyloria
Ceyloria is een geslacht van rechtvleugeligen uit de familie krekels (Gryllidae). De wetenschappelijke naam van dit geslacht is voor het eerst geldig gepubliceerd in 1996 door Gorochov.

## Soorten
Het geslacht Ceyloria omvat de volgende soorten:
- Ceyloria latissima Gorochov, 1996
- Ceyloria vicina Chopard, 1928